# Nelas
Nelas ('nɛlɐʃ) è un comune portoghese di 14 283 abitanti situato nel distretto di Viseu.

## Società

### Evoluzione demografica
| Popolazione di Nelas (1801 – 2004) | Popolazione di Nelas (1801 – 2004) | Popolazione di Nelas (1801 – 2004) | Popolazione di Nelas (1801 – 2004) | Popolazione di Nelas (1801 – 2004) | Popolazione di Nelas (1801 – 2004) | Popolazione di Nelas (1801 – 2004) | Popolazione di Nelas (1801 – 2004) | Popolazione di Nelas (1801 – 2004) |
| ---------------------------------- | ---------------------------------- | ---------------------------------- | ---------------------------------- | ---------------------------------- | ---------------------------------- | ---------------------------------- | ---------------------------------- | ---------------------------------- |
| 1801                               | 1849                               | 1900                               | 1930                               | 1960                               | 1981                               | 1991                               | 2001                               | 2004                               |
| 5379                               | 5904                               | 14145                              | 14470                              | 16504                              | 15069                              | 14618                              | 14283                              | 14504                              |

## Freguesias
- Canas de Senhorim
- Carvalhal Redondo e Aguieira
- Lapa do Lobo
- Nelas
- Santar e Moreira
- Senhorim
- Vilar Seco